# Miracolo italiano (film)
Miracolo italiano è un film del 1994 diretto da Enrico Oldoini.
La commedia è divisa in sette episodi.

## Trama

### Primo episodio
Il deputato di Rifondazione Comunista Fermo Pulciani e la deputata di Alleanza Nazionale Lucia Baggioni, neoeletti, si incontrano per caso in treno durante il viaggio che li porta a Roma. Nasce subito una simpatia e finiscono per passare la notte in albergo. Soltanto al risveglio scoprono di essere rivali in politica, ma la rivalità durerà poco. Dopo le prime scaramucce alla Camera, i due si avvicineranno sempre più fino ad entrare nel mirino dei paparazzi. Non volendo più nascondere la loro situazione sentimentale voteranno, in Aula, contro i rispettivi partiti ricevendo sei mesi di sospensione. Affronteranno insieme il viaggio in treno che li riporterà a casa.

### Secondo episodio
Due sposi siciliani, Toti e Rosalia, a causa della soppressione del loro volo charter, sono costretti a passare a Roma la loro prima notte di nozze. Decidono, su suggerimento di un tassista anch'egli siciliano, di passarla in una discoteca dove il marito si ritrova drogato da una pastiglia allucinogena somministratagli da una ragazza, mentre la moglie decide di passare la notte con l'attore della sua telenovela preferita Manuel Rodriguez.

### Terzo episodio
L'irreprensibile commercialista Teo si ritrova a tradire la moglie con un'avvenente infermiera, conosciuta dopo una banale caduta, che gli darà le radiografie di un malato terminale per giustificare le sue continue visite mediche a Torino. La moglie, consultato uno specialista amico di famiglia, scopre il "male" che affligge Teo e decide, stimolata dalla madre, di porre fine alle sue sofferenze tramite l'eutanasia. Una sera, convince il marito a bere il valium mentre la madre stacca il tubo del gas della stufa per asfissiarlo. Mentre Teo perde l'amante e la vita, la moglie guadagna un ricco risarcimento dall'assicurazione.

### Quarto episodio
Il giovane Saverio presenta alla famiglia la bellissima fidanzata Maria, nascondendo però che si tratta, in realtà, di una donna transessuale di nome Mario. Alla scoperta di questo segreto, i familiari hanno reazioni molto accese e differenti tra loro. Allarmati dal nipotino durante una discussione, i familiari escono tutti assieme ed assistono al bagno in mare della fanciulla con addosso solo l'intimo; colpiti dalla sua avvenenza, rimangono conquistati, proprio come Saverio, da quello che definiscono un vero "miracolo italiano".

### Quinto episodio
Il giornalista Marcello Troiani viene avvicinato dalla bella Maria Carla, interessata ad incontrare Kevin Costner, di cui è innamorata. Fingendo di essere amico intimo di Costner, Marcello riuscirà a sedurre Maria Carla proprio durante la proiezione di un film del divo americano (Balla coi lupi).

### Sesto episodio
Due giovani amiche romane, Vanessa e Samantha, cercano di fare incontri interessanti in un locale, ma vengono avvicinate solamente da due ragazzi imbranati, Gianni e Michele. Nonostante i due siano totalmente incapaci a letto e pieni di complessi irrisolti, le ragazze ne tesseranno le lodi, pur di vantarsi della propria conquista e non fare una brutta figura. A fine serata, però, le due amiche si racconteranno le proprie esperienze fallimentari e scoppieranno in una risata irresistibile e unificante.

### Settimo episodio
Il ruspante siciliano Ernesto e sua moglie romana Adelaide stanno trascorrendo una vacanza alle Seychelles. Durante la permanenza, Adelaide comunica al marito di stare attraversando un periodo di crisi perché innamorata di Dalia, una bellissima massaggiatrice di colore conosciuta sul posto. Dopo molte discussioni, Adelaide riuscirà ad ottenere da Ernesto di passare una notte con lei e, infine, di prolungare la propria permanenza sull'isola anche dopo la partenza del marito stesso, il tutto per frequentare Dalia e far chiarezza sulla propria sessualità. Una volta partito, Ernesto scoprirà, dal comandante dello yacht di ritorno, che in realtà la massaggiatrice è un massaggiatore superdotato e si risveglierà in lui l'istinto siciliano.